# Hafið
Hafið é um filme de drama islandês de 2002 dirigido e escrito por Baltasar Kormákur. Foi selecionado como representante da Islândia à edição do Oscar 2003, organizada pela Academia de Artes e Ciências Cinematográficas.

## Elenco
- Gunnar Eyjólfsson - Thórdur
- Hilmir Snær Guðnason - Ágúst
- Hélène de Fougerolles - Françoise
- Kristbjörg Kjeld - Kristín
- Herdís Thorvaldsdóttir - Kata
- Gudrún Gísladóttir - Ragnheidur
- Sven Nordin - Morten